# Danh sách cầu thủ tham dự giải vô địch bóng đá U-20 Bắc, Trung Mỹ và Caribe 2013
Đây là danh sách các đội hình tham dự Giải vô địch bóng đá U-20 Bắc, Trung Mỹ và Caribe 2013 tổ chức ở México từ 18 tháng 2 – 2 tháng 3 năm 2013.

## Bảng A

### Hoa Kỳ
Huấn luyện viên:  Tab Ramos
| Số | Vt | Cầu thủ             | Ngày sinh (tuổi)            | Số trận | Câu lạc bộ           |
| -- | -- | ------------------- | --------------------------- | ------- | -------------------- |
| 1  | TM | Cody Cropper        | 16 tháng 2, 1993 (20 tuổi)  |         | Southampton FC U-21  |
| 2  | HV | Boyd Okwuonu        | 24 tháng 2, 1993 (19 tuổi)  |         | North Carolina       |
| 3  | HV | Juan Pablo Ocegueda | 13 tháng 7, 1993 (19 tuổi)  |         | Tigres de la UANL    |
| 4  | TV | Caleb Stanko        | 26 tháng 7, 1993 (19 tuổi)  |         | SC Freiburg II       |
| 5  | HV | Shane O'Neill       | 2 tháng 9, 1993 (19 tuổi)   |         | Colorado Rapids      |
| 6  | TV | Wil Trapp           | 15 tháng 1, 1993 (20 tuổi)  |         | Columbus Crew        |
| 7  | TĐ | Jose Villarreal     | 10 tháng 9, 1993 (19 tuổi)  |         | Los Angeles Galaxy   |
| 8  | TV | Benji Joya          | 22 tháng 9, 1993 (19 tuổi)  |         | Santos Laguna        |
| 9  | TĐ | Mario Rodriguez     | 12 tháng 5, 1994 (18 tuổi)  |         | Kaiserslautern U-19  |
| 10 | TV | Luis Gil            | 14 tháng 11, 1993 (19 tuổi) |         | Real Salt Lake       |
| 11 | TĐ | Jerome Kiesewetter  | 9 tháng 2, 1993 (20 tuổi)   |         | VfB Stuttgart II     |
| 12 | TM | Kendall McIntosh    | 24 tháng 1, 1994 (19 tuổi)  |         | Santa Clara          |
| 14 | HV | Javan Torre         | 20 tháng 10, 1993 (19 tuổi) |         | UCLA                 |
| 15 | TV | Mikey Lopez         | 20 tháng 2, 1993 (19 tuổi)  |         | Sporting Kansas City |
| 16 | TV | Dillon Serna        | 25 tháng 3, 1994 (18 tuổi)  |         | Colorado Rapids      |
| 17 | TĐ | Danny Garcia        | 14 tháng 10, 1993 (19 tuổi) |         | North Carolina       |
| 18 | HV | Eric Miller         | 15 tháng 1, 1993 (20 tuổi)  |         | Creighton            |
| 19 | TĐ | Brandon Allen       | 8 tháng 10, 1993 (19 tuổi)  |         | Georgetown           |
| 20 | TĐ | Daniel Cuevas       | 29 tháng 7, 1993 (19 tuổi)  |         | Santos Laguna        |
| 22 | TM | Zack Steffen        | 2 tháng 4, 1995 (17 tuổi)   |         | FC DELCO             |

### Costa Rica
Huấn luyện viên:  Jafet Soto
| Số | Vt | Cầu thủ             | Ngày sinh (tuổi)            | Số trận | Câu lạc bộ                     |
| -- | -- | ------------------- | --------------------------- | ------- | ------------------------------ |
| 1  | TM | Jairo Monge         | 28 tháng 1, 1993 (20 tuổi)  |         | Limón F.C.                     |
| 18 | TM | Bryan Morales       | 4 tháng 7, 1993 (19 tuổi)   |         | Santos de Guápiles             |
| 2  | HV | Jose Sossa          | 4 tháng 10, 1994 (18 tuổi)  |         | Club Sport Uruguay de Coronado |
| 3  | HV | Jhamir Ordain       | 29 tháng 7, 1993 (19 tuổi)  |         | A.D. San Carlos                |
| 4  | HV | William Fernandez   | 15 tháng 5, 1994 (18 tuổi)  |         | University of Carolina         |
| 6  | HV | Mauricio Núñez      | 28 tháng 10, 1993 (19 tuổi) |         | C.S. Herediano                 |
| 13 | HV | Steve Garita        | 10 tháng 9, 1993 (19 tuổi)  |         | Costa Rica                     |
| 19 | HV | Jean Carlo          | 6 tháng 7, 1993 (19 tuổi)   |         | Costa Rica                     |
| 5  | HV | Erick Cabalceta     | 9 tháng 1, 1993 (20 tuổi)   |         | Calcio Catania                 |
| 8  | TV | Luis Sequeira       | 11 tháng 5, 1994 (18 tuổi)  |         | Costa Rica                     |
| 9  | TV | Gabriel Leiva       | 27 tháng 8, 1994 (18 tuổi)  |         | River Plate                    |
| 14 | TV | Rodrigo Garita      | 23 tháng 12, 1993 (19 tuổi) |         | C.S. Cartaginés                |
| 15 | TV | Brandon Welleans    | 10 tháng 3, 1994 (18 tuổi)  |         | Santos de Guápiles             |
| 16 | TV | Fabián Garita       | 14 tháng 10, 1993 (19 tuổi) |         | C.S. Herediano                 |
| 7  | TĐ | David Ramírez       | 28 tháng 5, 1993 (19 tuổi)  |         | Deportivo Saprissa             |
| 10 | TĐ | Dylan Flores        | 30 tháng 5, 1993 (19 tuổi)  |         | Costa Rica                     |
| 11 | TĐ | John Jairo Ruiz     | 10 tháng 1, 1994 (19 tuổi)  |         | Lille OSC                      |
| 17 | TĐ | Mayron George       | 23 tháng 10, 1993 (19 tuổi) |         | Limón F.C.                     |
| 20 | TĐ | Giovanni Cantillano | 3 tháng 6, 1993 (19 tuổi)   |         | Orión F.C.                     |

### Haiti
Huấn luyện viên:  Manuel Navarro Rodriguez
| Số | Vt | Cầu thủ               | Ngày sinh (tuổi)            | Số trận | Câu lạc bộ                      |
| -- | -- | --------------------- | --------------------------- | ------- | ------------------------------- |
| 12 | TM | Ronald Elusma         | 8 tháng 9, 1993 (19 tuổi)   |         | Victory SC                      |
| 1  | TM | Marc D. Mervil        | 17 tháng 1, 1993 (20 tuổi)  |         | Football Inter Club Association |
| 2  | HV | Jude St-Louis         | 24 tháng 6, 1993 (19 tuổi)  |         | Baltimore SC                    |
| 3  | HV | Ismaël J. Voltaire    | 4 tháng 5, 1994 (18 tuổi)   |         | Don Bosco FC                    |
| 5  | HV | Givemilord Ylosier    | 2 tháng 2, 1996 (17 tuổi)   |         | Tempête FC                      |
| 4  | HV | Charles Alexandre     | 18 tháng 12, 1994 (18 tuổi) |         | AS Capoise                      |
| 16 | HV | Paulson Pierre        | 7 tháng 7, 1993 (19 tuổi)   |         | Cavaly AS                       |
| 17 | HV | Jean Dany Maurice     | 27 tháng 11, 1994 (18 tuổi) |         | Valencia FC                     |
| 10 | TV | Amicy E. Frandelin    | 20 tháng 8, 1993 (19 tuổi)  |         | Don Bosco FC                    |
| 8  | TV | Evens Saint Jean      | 26 tháng 6, 1994 (18 tuổi)  |         | New York Red Bulls Academy      |
| 11 | TV | Alfred Sonthonax      | 12 tháng 9, 1994 (18 tuổi)  |         | Victory SC                      |
| 18 | TV | Cardjy E. Saturné Jr. | 24 tháng 12, 1994 (18 tuổi) |         | Baltimore SC                    |
| 14 | TV | Luckner Horat Jr      | 27 tháng 9, 1994 (18 tuổi)  |         | Aigle Noir AC                   |
| 15 | TV | Wilberne Augusmat     | 8 tháng 12, 1994 (18 tuổi)  |         | Violette AC                     |
| 19 | TV | Spencer Désir         | 20 tháng 12, 1993 (19 tuổi) |         | Cavaly AS                       |
| 6  | TV | Rénald Metelus        | 6 tháng 1, 1993 (20 tuổi)   |         | Le Havre B                      |
| 9  | TĐ | Johnley Chéry         | 20 tháng 9, 1994 (18 tuổi)  |         | Aigle Noir AC                   |
| 7  | TĐ | Fédé Dumy             | 28 tháng 3, 1994 (18 tuổi)  |         | Don Bosco FC                    |
| 13 | TĐ | Duckens Nazon         | 7 tháng 4, 1994 (18 tuổi)   |         | Lorient B                       |
| 20 | TĐ | Jhon Estama           | 14 tháng 6, 1994 (18 tuổi)  |         | New York Red Bulls Academy      |

## Bảng B

### Canada
Huấn luyện viên:  Nick Dasovic
| Số | Vt | Cầu thủ               | Ngày sinh (tuổi)            | Số trận | Câu lạc bộ                  |
| -- | -- | --------------------- | --------------------------- | ------- | --------------------------- |
| 1  | TM | Ricky Gomes           | 19 tháng 7, 1993 (19 tuổi)  | 0       | Mirandela                   |
| 2  | HV | Jon Dollery           | 9 tháng 7, 1993 (19 tuổi)   | 0       | Crawley Town                |
| 3  | HV | Marco Lapenna         | 11 tháng 1, 1994 (19 tuổi)  | 4       | FC Erzgebirge Aue           |
| 4  | HV | Doneil Henry          | 20 tháng 4, 1993 (19 tuổi)  | 6       | Toronto FC                  |
| 5  | HV | Daniel Stanese        | 21 tháng 1, 1994 (19 tuổi)  | 7       | 1. FC Nürnberg II           |
| 6  | TV | Samuel Piette         | 12 tháng 11, 1994 (18 tuổi) | 10      | Fortuna Düsseldorf          |
| 7  | TV | Ben Fisk              | 4 tháng 2, 1993 (20 tuổi)   | 0       | Vancouver Whitecaps FC U-23 |
| 8  | TV | Zakaria Messoudi      | 1 tháng 10, 1993 (19 tuổi)  | 0       | Montreal Impact             |
| 9  | TĐ | Caleb Clarke          | 23 tháng 6, 1993            | 0       | Vancouver Whitecaps FC      |
| 10 | TV | Keven Alemán          | 25 tháng 3, 1994 (18 tuổi)  | 0       | Real Valladolid             |
| 11 | TV | Michael Petrasso      | 7 tháng 9, 1995 (17 tuổi)   | 0       | Queens Park Rangers         |
| 12 | TV | Dylan Carreiro        | 20 tháng 1, 1995 (18 tuổi)  | 0       | Queens Park Rangers         |
| 13 | TV | Alessandro Riggi      | 30 tháng 11, 1993 (19 tuổi) | 0       | Celta de Vigo               |
| 15 | HV | Manjrekar James       | 5 tháng 8, 1993 (19 tuổi)   | 0       | Pécsi II                    |
| 16 | TV | Mauro Eustáquio       | 18 tháng 2, 1993 (20 tuổi)  | 0       | Sporting Pombal             |
| 17 | TĐ | Anthony Jackson-Hamel | 3 tháng 8, 1993 (19 tuổi)   | 0       | Montreal Impact             |
| 18 | TM | Maxime Crépeau        | 11 tháng 5, 1994 (18 tuổi)  | 6       | Montreal Impact             |
| 21 | TV | Ben McKendry          | 25 tháng 3, 1993 (19 tuổi)  | 0       | University of New México    |
| 22 | TĐ | Stefan Vukovic        | 18 tháng 3, 1993 (19 tuổi)  | 0       | Śląsk Wrocław               |
| 23 | HV | Allan Zebie           | 29 tháng 5, 1993 (19 tuổi)  | 0       | FC Edmonton                 |

### Cuba
Huấn luyện viên:  Raúl González Triana
| Số | Vt | Cầu thủ           | Ngày sinh (tuổi)           | Số trận | Câu lạc bộ |
| -- | -- | ----------------- | -------------------------- | ------- | ---------- |
| 1  | TM | Sandy Sanchez     | 24 tháng 5, 1994 (18 tuổi) |         | Cuba       |
| 12 | TM | Delvis Lumpuy     | 21 tháng 2, 1994 (18 tuổi) |         | Cuba       |
| 3  | HV | Emmanuel Labrada  | 19 tháng 1, 1994 (19 tuổi) |         | Cuba       |
| 15 | HV | Adrián Diz        | 4 tháng 3, 1994 (18 tuổi)  |         | Cuba       |
| 4  | HV | Yolexis Collado   | 21 tháng 2, 1994 (18 tuổi) |         | Cuba       |
| 6  | HV | Yosel Piedra      | 27 tháng 3, 1994 (18 tuổi) |         | Cuba       |
| 5  | HV | Brian Rosales     | 7 tháng 3, 1995 (17 tuổi)  |         | Cuba       |
| 18 | HV | Abel Martínez     | 3 tháng 6, 1993 (19 tuổi)  |         | Cuba       |
| 2  | TV | Andy Baquero      | 17 tháng 3, 1994 (18 tuổi) |         | Cuba       |
| 16 | TV | Daniel Luis       | 11 tháng 5, 1994 (18 tuổi) |         | Cuba       |
| 13 | TV | Lazaro Mezquia    | 3 tháng 1, 1994 (19 tuổi)  |         | Cuba       |
| 17 | TV | Pedro Anderson    | 9 tháng 11, 1993 (19 tuổi) |         | Cuba       |
| 10 | TV | Héctor Morales    | 19 tháng 1, 1993 (20 tuổi) |         | Cuba       |
| 19 | TĐ | David Urgelles    | 24 tháng 4, 1995 (17 tuổi) |         | Cuba       |
| 11 | TĐ | Dairon Perez      | 7 tháng 1, 1994 (19 tuổi)  |         | Cuba       |
| 14 | TĐ | Arichel Hernández | 20 tháng 9, 1993 (19 tuổi) |         | Cuba       |
| 7  | TĐ | Randy Valier      | 12 tháng 9, 1993 (19 tuổi) |         | Cuba       |
| 8  | TĐ | Jordan Santa Cruz | 7 tháng 10, 1993 (19 tuổi) |         | Cuba       |
| 20 | TĐ | Ricardo Suarez    | 22 tháng 1, 1994 (19 tuổi) |         | Cuba       |
| 9  | TĐ | Maykel Reyes      | 4 tháng 3, 1993 (19 tuổi)  |         | Cuba       |

### Nicaragua
Huấn luyện viên:  Enrique Llena León
| Số | VT | Cầu thủ                    | Ngày sinh (tuổi)            | Trận | Bàn | Câu lạc bộ       |
| -- | -- | -------------------------- | --------------------------- | ---- | --- | ---------------- |
| 12 | TM | Yosimar Narváez            | 26 tháng 3, 1995 (17 tuổi)  | 0    | 0   | Nicaragua        |
| 1  | TM | Pablo Cuadra               | 1 tháng 3, 1994 (18 tuổi)   | 0    | 0   | Nicaragua        |
| 4  | HV | Nasser Valverde            | 4 tháng 1, 1993 (20 tuổi)   | 0    | 0   | Nicaragua        |
| 3  | HV | Cristian Gutierrez Peralta | 6 tháng 1, 1993 (20 tuổi)   | 0    | 0   | Nicaragua        |
| 2  | HV | Cristian Gutierrez Bonilla | 23 tháng 6, 1993 (19 tuổi)  | 0    | 0   | Nicaragua        |
| 6  | HV | Alejandro Tapia            | 28 tháng 3, 1993 (19 tuổi)  | 0    | 0   | Nicaragua        |
| 7  | TV | Alexis Somarriba Vargas    | 11 tháng 5, 1994 (18 tuổi)  | 0    | 0   | Nicaragua        |
| 16 | TV | Cristhian Ramirez Lara     | 8 tháng 1, 1993 (20 tuổi)   | 0    | 0   | Nicaragua        |
| 11 | TV | Guillermo Padilla Cross    | 24 tháng 11, 1993 (19 tuổi) | 0    | 0   | Nicaragua        |
| 5  | TV | Reynaldo Cruz Coca         | 27 tháng 5, 1994 (18 tuổi)  | 0    | 0   | Nicaragua        |
| 18 | TV | Fausto Falcon Torrez       | 11 tháng 11, 1994 (18 tuổi) | 0    | 0   | Nicaragua        |
| 14 | TV | Jason Coronel Martinez     | 6 tháng 10, 1993 (19 tuổi)  | 0    | 0   | Nicaragua        |
| 17 | TV | Bismarck Velis Gomez       | 10 tháng 9, 1993 (19 tuổi)  | 0    | 0   | Nicaragua        |
| 10 | TĐ | Carlos Chavarria Rodriguez | 2 tháng 5, 1994 (18 tuổi)   | 0    | 0   | Real Estelí F.C. |
| 8  | TĐ | Nahum Peralta Arce         | 21 tháng 10, 1994 (18 tuổi) | 0    | 0   | Nicaragua        |
| 9  | TĐ | Eulises Pavón              | 6 tháng 1, 1993 (20 tuổi)   | 0    | 0   | Nicaragua        |
| 13 | TĐ | Brian Garcia               | 21 tháng 8, 1995 (17 tuổi)  | 0    | 0   | Nicaragua        |
| 15 | TĐ | Hermes Navarrete           | 23 tháng 1, 1995 (18 tuổi)  | 0    | 0   | Nicaragua        |

## Bảng C

### Jamaica
Huấn luyện viên:  Luciano Gama
| Số | VT | Cầu thủ           | Ngày sinh (tuổi)            | Trận | Bàn | Câu lạc bộ             |
| -- | -- | ----------------- | --------------------------- | ---- | --- | ---------------------- |
| 13 | TM | Nico Campbell     | 22 tháng 2, 1994 (18 tuổi)  | 1    | 0   | Cavalier FC            |
| 1  | TM | Rashaun Patterson | 12 tháng 9, 1993 (19 tuổi)  |      |     | Portmore United        |
| 5  | HV | Alvas Powell      | 18 tháng 7, 1994 (18 tuổi)  | 3    | 0   | Portmore United        |
| 18 | HV | Zhelano Barnes    | 29 tháng 4, 1994 (18 tuổi)  | 1    | 0   | Cavalier FC            |
| 4  | HV | Javaun Waugh      | 16 tháng 11, 1995 (17 tuổi) |      |     | Clarendon College      |
| 6  | HV | Kereen Manning    | 6 tháng 11, 1993 (19 tuổi)  |      |     | Portmore United        |
| 20 | HV | Shawn Lawes       | 3 tháng 7, 1993 (19 tuổi)   |      |     | Arnett Gardens FC      |
| 17 | HV | Damion Lowe       | 5 tháng 5, 1993 (19 tuổi)   |      |     | University of Hartford |
| 16 | HV | Sean McFarlane    | 4 tháng 4, 1993 (19 tuổi)   | 2    | 0   | St. Leo University     |
| 3  | TV | Rickardo Oldham   | 16 tháng 8, 1993 (19 tuổi)  |      |     | Arnett Gardens FC      |
| 8  | TV | Romario Jones     | 15 tháng 8, 1994 (18 tuổi)  | 0    | 0   | Cavalier FC            |
| 9  | TV | Omar Holness      | 13 tháng 3, 1994 (18 tuổi)  | 3    | 0   | Unattached             |
| 19 | TV | Keniel Kirlew     | 28 tháng 2, 1993 (19 tuổi)  |      |     | Montego Bay United FC  |
| 11 | TV | Andre Lewis       | 12 tháng 8, 1994 (18 tuổi)  | 3    | 0   | Cavalier FC            |
| 21 | TV | Mark Brown        | 10 tháng 3, 1994 (18 tuổi)  |      |     | Cavalier FC            |
| 12 | TV | Andrew Allen      | 4 tháng 1, 1993 (20 tuổi)   |      |     | Arnett Gardens FC      |
| 10 | TV | Paul Wilson       | 16 tháng 7, 1993 (19 tuổi)  | 3    | 0   | Portmore United        |
| 15 | TĐ | Oshana Boothe     | 7 tháng 12, 1994 (18 tuổi)  |      |     | Rae Town FC            |
| 14 | TĐ | Cleon Pryce       | 21 tháng 4, 1994 (18 tuổi)  |      |     | Portmore United        |
| 7  | TĐ | Kendan Anderson   | 6 tháng 4, 1994 (18 tuổi)   |      |     | Portmore United        |

### Puerto Rico
Huấn luyện viên:  Jeaustin Campos Madriz

| Số | Vt | Cầu thủ                   | Ngày sinh (tuổi)            | Số trận | Câu lạc bộ              |
| -- | -- | ------------------------- | --------------------------- | ------- | ----------------------- |
| 1  | TM | Matthew Sanchez           | 8 tháng 4, 1994 (18 tuổi)   |         | Baltimore Bays Chelsea  |
| 13 | TM | Karrlo Morell             | 7 tháng 10, 1994 (18 tuổi)  |         | Iona College (New York) |
| 2  | HV | Carlos Rosario            | 30 tháng 1, 1994 (19 tuổi)  |         | Bayamón FC              |
| 3  | HV | Thomas Flecha             | 7 tháng 1, 1993 (20 tuổi)   |         | Spadi Soccer Academy    |
| 4  | HV | Emilio Cordero            | 7 tháng 2, 1994 (19 tuổi)   |         | Pittsburgh Panthers     |
| 5  | HV | Thomas Vazquez            | 19 tháng 2, 1993 (19 tuổi)  |         |                         |
| 16 | HV | Gustavo Rivera            | 6 tháng 4, 1993 (19 tuổi)   |         | Barry University        |
| 20 | HV | Alberto Montesino         | 21 tháng 6, 1993 (19 tuổi)  |         |                         |
| 6  | TV | Michael Fernandez         | 9 tháng 2, 1994 (19 tuổi)   |         |                         |
| 7  | TV | Álvaro Betancourt         | 8 tháng 2, 1994 (19 tuổi)   |         | Valparaiso Crusaders    |
| 8  | TV | Emmanuel D'Andrea         | 20 tháng 1, 1995 (18 tuổi)  |         |                         |
| 10 | TV | Joseph Marrero            | 4 tháng 9, 1993 (19 tuổi)   |         | Puerto Rico Islanders   |
| 11 | TV | Deniz Bozkurt             | 27 tháng 7, 1993 (19 tuổi)  |         |                         |
| 15 | TV | Carlos Ernesto Rivera     | 20 tháng 5, 1994 (18 tuổi)  |         |                         |
| 17 | TV | Alex Oikkonen             | 15 tháng 10, 1994 (18 tuổi) |         | Bayamón                 |
| 18 | TV | David Caban               | 30 tháng 3, 1993 (19 tuổi)  |         |                         |
| 19 | TV | Juan Antonio Agustin Coca | 31 tháng 5, 1993 (19 tuổi)  |         |                         |
| 9  | TĐ | Reid Strain               | 19 tháng 1, 1994 (19 tuổi)  |         |                         |
| 12 | TĐ | Jose Abrams               | 4 tháng 7, 1993 (19 tuổi)   |         |                         |
| 14 | TĐ | Luis Betancur             | 30 tháng 3, 1995 (17 tuổi)  |         |                         |

### Panama
Huấn luyện viên:  Javier Wanchope Watson

| Số | VT | Cầu thủ             | Ngày sinh (tuổi)            | Trận | Bàn | Câu lạc bộ             |
| -- | -- | ------------------- | --------------------------- | ---- | --- | ---------------------- |
| 1  | TM | Ivan Picart         | 2 tháng 8, 1994 (18 tuổi)   |      |     | Río Abajo F.C.         |
| 12 | TM | Humberto Peláez     | 23 tháng 2, 1993 (19 tuổi)  |      |     | Sporting San Miguelito |
| 2  | HV | Josué Flores        | 21 tháng 3, 1993 (19 tuổi)  |      |     | Chorrillo F.C.         |
| 3  | HV | Oscar Linton        | 29 tháng 1, 1993 (20 tuổi)  |      |     | Chepo F.C.             |
| 4  | HV | Yitzhak Moreno      | 9 tháng 6, 1993 (19 tuổi)   |      |     | San Francisco F.C.     |
| 5  | HV | Roberto Chen        | 24 tháng 5, 1994 (18 tuổi)  |      |     | San Francisco F.C.     |
| 7  | HV | Jairo Jiménez       | 7 tháng 1, 1993 (20 tuổi)   |      |     | Chorrillo F.C.         |
| 13 | HV | Jordy Mélendez      | 24 tháng 9, 1994 (18 tuổi)  |      |     | Chepo F.C.             |
| 15 | HV | Francisco Narbon    | 11 tháng 2, 1995 (18 tuổi)  |      |     | Shattuck-Saint Mary's  |
| 18 | HV | Richard Peralta     | 20 tháng 9, 1993 (19 tuổi)  |      |     | Alianza F.C.           |
| 19 | HV | Jose Jules          | 10 tháng 6, 1993 (19 tuổi)  |      |     | Panama                 |
| 6  | TV | Pedro Jeanine       | 4 tháng 9, 1993 (19 tuổi)   |      |     | San Francisco F.C.     |
| 10 | TV | Jose Munoz          | 15 tháng 1, 1993 (20 tuổi)  |      |     | San Francisco F.C.     |
| 11 | TV | Julio Segundo       | 21 tháng 9, 1993 (19 tuổi)  |      |     | Skonto FC              |
| 16 | TV | Alcides De los Ríos | 6 tháng 6, 1993 (19 tuổi)   |      |     | Tauro                  |
| 17 | TV | Romario Piggott     | 17 tháng 7, 1995 (17 tuổi)  |      |     | Chepo F.C.             |
| 20 | TV | Alexander Gonzalez  | 14 tháng 12, 1994 (18 tuổi) |      |     | Río Abajo F.C.         |
| 9  | TĐ | Abdiel Arroyo       | 13 tháng 12, 1993 (19 tuổi) |      |     | Árabe Unido            |
| 14 | TĐ | Amet Ramirez        | 19 tháng 6, 1993 (19 tuổi)  |      |     | Plaza Amador           |

## Bảng D

### Curaçao
Huấn luyện viên:  Hendrik Jan Schrijver

| Số | VT | Cầu thủ               | Ngày sinh (tuổi)            | Trận | Bàn | Câu lạc bộ    |
| -- | -- | --------------------- | --------------------------- | ---- | --- | ------------- |
| 1  | TM | Zeus de la Paz        | 11 tháng 3, 1995 (17 tuổi)  |      |     | PSV Eindhoven |
| 22 | TM | Jhudamier Marchena    | 28 tháng 11, 1996 (16 tuổi) |      |     | Curaçao       |
| 3  | HV | Nathan Martina        | 29 tháng 9, 1993 (19 tuổi)  |      |     | Curaçao       |
| 4  | HV | Rachid Habat          | 8 tháng 6, 1994 (18 tuổi)   |      |     | Curaçao       |
| 6  | HV | Vidarrel Merencia     | 4 tháng 3, 1994 (18 tuổi)   |      |     | ADO Den Haag  |
| 13 | HV | Shuremy Felomina      | 4 tháng 3, 1995 (17 tuổi)   |      |     | Curaçao       |
| 16 | HV | Ronald Roosberg       | 13 tháng 6, 1993 (19 tuổi)  |      |     | Haaglandia    |
| 2  | TV | Michael Fecunda       | 4 tháng 8, 1995 (17 tuổi)   |      |     | Curaçao       |
| 5  | TV | Ruchendro Kierindongo | 3 tháng 6, 1993 (19 tuổi)   |      |     | Curaçao       |
| 7  | TV | Cristopher Isenia     | 29 tháng 10, 1993 (19 tuổi) |      |     | Curaçao       |
| 8  | TV | Richenel Lourens      | 29 tháng 1, 1995 (18 tuổi)  |      |     | Curaçao       |
| 9  | TV | Derwin Martina        | 19 tháng 7, 1994 (18 tuổi)  |      |     | AFC Ajax      |
| 10 | TV | Michaël Maria         | 31 tháng 1, 1995 (18 tuổi)  |      |     | PSV Eindhoven |
| 18 | TV | Yaël Eisden           | 11 tháng 1, 1994 (19 tuổi)  |      |     | Curaçao       |
| 11 | TĐ | Liandro Martis        | 13 tháng 11, 1995 (17 tuổi) |      |     | Curaçao       |
| 12 | TĐ | Denzel Slager         | 2 tháng 2, 1993 (20 tuổi)   |      |     | RKC Waalwijk  |
| 14 | TĐ | Randel Winklaar       | 15 tháng 7, 1994 (18 tuổi)  |      |     | Curaçao       |
| 15 | TĐ | Irvin van Eijma       | 9 tháng 2, 1994 (19 tuổi)   |      |     | Curaçao       |
| 17 | TĐ | Rowendy Schoop        | 31 tháng 5, 1993 (19 tuổi)  |      |     | AFC Ajax      |
| 20 | TĐ | Rigino Cicilia        | 23 tháng 9, 1994 (18 tuổi)  |      |     | Roda JC       |

### México
Huấn luyện viên:  Sergio Almaguer

| Số | VT | Cầu thủ               | Ngày sinh (tuổi)            | Trận | Bàn | Câu lạc bộ     |
| -- | -- | --------------------- | --------------------------- | ---- | --- | -------------- |
| 1  | TM | Richard Sánchez       | 5 tháng 5, 1994 (18 tuổi)   |      |     | Dallas         |
| 2  | HV | Francisco Flores      | 17 tháng 1, 1994 (19 tuổi)  |      |     | Cruz Azul      |
| 3  | HV | Hedgardo Marín        | 21 tháng 2, 1993 (19 tuổi)  |      |     | Guadalajara    |
| 4  | HV | Antonio Briseño       | 5 tháng 2, 1994 (19 tuổi)   |      |     | Atlas          |
| 5  | HV | Bernardo Hernández    | 10 tháng 6, 1993 (19 tuổi)  |      |     | Monterrey      |
| 6  | TV | Armando Zamorano      | 3 tháng 10, 1993 (19 tuổi)  |      |     | Chiapas        |
| 7  | TV | Jonathan Espericueta  | 9 tháng 8, 1994 (18 tuổi)   |      |     | UANL           |
| 8  | TV | Julio Gómez González  | 13 tháng 8, 1994 (18 tuổi)  |      |     | Pachuca        |
| 9  | TĐ | Marco Bueno           | 31 tháng 3, 1994 (18 tuổi)  |      |     | CF Pachuca     |
| 10 | TV | Jesús Manuel Corona   | 6 tháng 1, 1993 (20 tuổi)   |      |     | Monterrey      |
| 11 | TV | Giovanni Hernández    | 7 tháng 4, 1993 (19 tuổi)   |      |     | CD Guadalajara |
| 12 | TM | Gibran Lajud          | 25 tháng 12, 1993 (19 tuổi) |      |     | Cruz Azul      |
| 13 | HV | José Abella           | 10 tháng 2, 1994 (19 tuổi)  |      |     | Santos Laguna  |
| 14 | HV | Abel Fuentes          | 16 tháng 11, 1993 (19 tuổi) |      |     | Tigres UANL    |
| 15 | TV | Josecarlos Van Rankin | 14 tháng 5, 1993 (19 tuổi)  |      |     | Pumas UNAM     |
| 16 | TV | Carlos Treviño        | 19 tháng 4, 1993 (19 tuổi)  |      |     | Atlas          |
| 17 | TĐ | Carlos Fierro         | 24 tháng 7, 1994 (18 tuổi)  |      |     | CD Guadalajara |
| 18 | TV | Uvaldo Luna           | 21 tháng 12, 1993 (19 tuổi) |      |     | Tigres UANL    |
| 19 | TĐ | Luis Madrigal         | 10 tháng 2, 1993 (20 tuổi)  |      |     | CF Monterrey   |
| 20 | TV | Alonso Escoboza       | 22 tháng 1, 1993 (20 tuổi)  |      |     | Necaxa         |

### El Salvador
Huấn luyện viên:  Mauricio Alfaro

| Số | VT | Cầu thủ            | Ngày sinh (tuổi)            | Trận | Bàn | Câu lạc bộ         |
| -- | -- | ------------------ | --------------------------- | ---- | --- | ------------------ |
| 1  | TM | Rolando Morales    | 3 tháng 1, 1994 (19 tuổi)   |      |     | FESA               |
| 18 | TM | Wilberth Hernández | 5 tháng 4, 1994 (18 tuổi)   |      |     | El Salvador        |
| 17 | HV | Kevin Ayala        | 1 tháng 10, 1994 (18 tuổi)  |      |     | FESA               |
| 6  | HV | Marvin Baumgartner | 19 tháng 1, 1993 (20 tuổi)  |      |     | FC Zürich U-21     |
| 4  | HV | Giovanni Zavaleta  | 27 tháng 9, 1994 (18 tuổi)  |      |     | Rush Soccer        |
| 2  | HV | Oliver Ayala       | 4 tháng 1, 1994 (19 tuổi)   |      |     | León U-20          |
| 3  | HV | Bryan Bonilla      | 21 tháng 12, 1992 (20 tuổi) |      |     | Rush Soccer        |
| 13 | HV | Miguel Lemus       | 26 tháng 10, 1993 (19 tuổi) |      |     | FESA               |
| 5  | HV | Alex Mejía         | 1 tháng 11, 1994 (18 tuổi)  |      |     | FESA               |
| 15 | TV | René Gómez         | 8 tháng 1, 1993 (20 tuổi)   |      |     | FESA               |
| 16 | TV | Melvin Alfaro      | 6 tháng 5, 1993 (19 tuổi)   |      |     | FESA               |
| 12 | TV | Kevin Barahona     | 1 tháng 10, 1994 (18 tuổi)  |      |     | Rush Soccer        |
| 10 | TV | Diego Coca         | 26 tháng 8, 1994 (18 tuổi)  |      |     | Rush Soccer        |
| 8  | TV | José Villavicencio | 24 tháng 1, 1995 (18 tuổi)  |      |     | FESA               |
| 19 | TV | Anthony Dheming    | 7 tháng 10, 1993 (19 tuổi)  |      |     | Chivas USA Academy |
| 11 | TV | Alexander Suazo    | 5 tháng 1, 1994 (19 tuổi)   |      |     | UES                |
| 9  | TĐ | José Peña          | 10 tháng 12, 1994 (18 tuổi) |      |     | FESA               |
| 20 | TĐ | Roberto González   | 25 tháng 3, 1993 (19 tuổi)  |      |     | Santa Tecla        |
| 14 | TĐ | Rommel Mejía       | 4 tháng 2, 1994 (19 tuổi)   |      |     | Dragón             |
| 7  | TĐ | Jairo Henríquez    | 31 tháng 8, 1993 (19 tuổi)  |      |     | FESA               |